# Padampur
Padampur è una suddivisione dell'India, classificata come municipality, di 16.958 abitanti, situata nel distretto di Ganganagar, nello stato federato del Rajasthan. In base al numero di abitanti la città rientra nella classe IV (da 10.000 a 19.999 persone).

## Geografia fisica
La città è situata a 29° 40' 60 N e 73° 37' 0 E e ha un'altitudine di 164 m s.l.m..

## Società

### Evoluzione demografica
Al censimento del 2001 la popolazione di Padampur assommava a 16.958 persone, delle quali 8.965 maschi e 7.993 femmine. I bambini di età inferiore o uguale ai sei anni assommavano a 2.638, dei quali 1.480 maschi e 1.158 femmine. Infine, coloro che erano in grado di saper almeno leggere e scrivere erano 10.899, dei quali 6.245 maschi e 4.654 femmine.